# Edwin Arlington Robinson
Edwin Arlington Robinson (ur. 22 grudnia 1869, zm. 6 kwietnia 1935) – amerykański poeta.

## Twórczość
W swojej twórczości był spadkobiercą tradycji purytanizmu Nowej Anglii. W swoich wierszach lirycznych, poematach narracyjnych i monologach dramatycznych portretował ludzi wyobcowanych, skazanych na samotną walkę z losem we współczesnym świecie. W twórczości łączył bogatą treść intelektualną z dbałością o realizm szczegółów. Dopiero tomik
The Man Against the Sky, wydany w 1916 przyniósł mu uznanie krytyki. Scenerią swoich wierszy uczynił fikcyjne miasteczko położone w Nowej Anglii, nazwane aliteracyjnie Tilbury Town.  Był mistrzem klasycznej formy wierszowej. Niekiedy posługiwał się najkunsztowniejszymi formami dawnej liryki europejskiej. Wykorzystywał między innymi model ballady francuskiej (Ballade of a Ship (Ballada o statku), Ballade by the Fire (Ballada przy kominku), Ballade of Broken Flutes (Ballada o zniszczonych fletach), Ballade of Dead Friends (Ballada o umarłych przyjaciołach) - wszystkie utwory z tomu The Children of the Night (Dzieci nocy). Napisał też villanelle: Villanelle of Change (Villanella o zmianie) i The House on the Hill (Dom na wzgórzu). Poza tym tworzył sonety: Calvary (Kalwaria), Dear Friends (Przyjaciele), The story of the Ashes and the Flame (Historia popiołów i płomienia). Czasem sięgał po wiersz biały: The Night Before (Noc przedtem), Lancelot, Captain Craig (Kapitan Craig).

## Wybrane tomiki poezji
- The Torrent and the Night Before, 1896.
- Luke Havergal, 1897.
- The Children of the Night, 1897.
- Richard Cory, 1897.
- Captain Craig and Other Poems, 1902.
- The Town Down the River, 1910.
- Van Zorn, 1914.
- The Porcupine, 1915.
- The Man Against the Sky, 1916.
- Merlin, 1917.
- Ben Trovato, 1920
- The Three Taverns, 1920.
- Avon's Harvest, 1921.
- Collected Poems, 1921.
- Haunted House, 1921.
- Roman Bartholomew, 1923.
- The Man Who Died Twice, 1924.
- Dionysus in Doubt, 1925.
- Tristram, 1927.
- Fortunatus, 1928.
- Sonnets, 1889-1917, 1928.
- Cavender's House, 1929.
- Modred, 1929.
- The Glory of the Nightingales, 1930.
- Matthias at the Door, 1931.
- Selected Poems, 1931.
- Talifer, 1933.
- Amaranth, 1934.
- King Jasper, 1935.
- Collected Poems, 1937

## Przekłady
Na język polski wiersze Edwina Arlingtona Robinsona tłumaczyła Ludmiła Marjańska.